# 朱田顺
朱田顺（1920年4月—2004年5月22日），男，直隶（今河北）安国人，中华人民共和国政治人物，曾任中华人民共和国交通部副部长，中国人民银行副行长。